# Бахаме на Летњим олимпијским играма 2024.
Бахаме, званично Комонвелт Бахама, учествују на Летњим олимпијским играма 2024. у Паризу од 26. јула до 11. августа. Ово је осамнаести наступ нације на Летњим олимпијским играма, након што се појавио на свим Летњим играма од 1952. осим 1980. године, као део бојкота предвођених САД .

## Учесници по спортовима
| Спорт    | Мушкарци | Жене | Укупно |
| -------- | -------- | ---- | ------ |
| Атлетика | 9        | 7    | 16     |
| Пливање  | 1        | 1    | 2      |
| 2 спорта | 10       | 8    | 18     |